# Faïencerie de l'Autruche
La faïencerie de l'Autruche est une ancienne manufacture de faïence située à Nevers en 1619 par Pierre Blanchet. Sa production s'arrêta en 1862 avant d'être relancée de 1874 à 1878 par Chalandre et Zeitvogel.

## Historique

### La faïencerie de l'Autruche
Pierre Blanchet, qui avait déjà racheté avec Nicolas Lefebvre en 1615 l'atelier Bethléem aux héritiers de Jules Gambin, loue à partir de 1619 l'ancienne auberge L'Autruche, où il résidait, rue Saint-Genest, pour y dresser un four et créer son second atelier de faïence. 
À la mort de Pierre Blanchet en 1625, sa veuve Vincente Dupin lui succède. En 1633, Denis Lefebvre (vraisemblablement petit-frère de Nicolas Lefebvre) reprend L'Autruche en location mais fait faillite en 1635. La location de l'atelier est reprise par Sébastien Dupont-Saint-Pierre puis, à partir de décembre 1637 par Esme Godin et Pierre Custode qui la rachètent en août 1643. 
Ils s'agrandissent en mars 1654 en achetant la maison du Puits Georgeon mais la faïencerie est scindée en deux dès juin 1655, Pierre Custode puis son fils Jean conservant les bâtiments d'origine tandis qu'Esme Godin garde le Puits Georgeon. Après le décès d'Esme Godin en 1683, son fils Claude reprend la location de sa faïencerie qui passe sous la direction d'Henri Deselle à sa mort en 1695. L'autre branche de la faïencerie est dirigée à partir de 1683 par Marie Renault à la mort de son mari Jean Custode puis par Pierre Custode de 1702 à 1708 et sa veuve Anne-Marie Petit qui réunit les deux parties de L'Autruche en 1708 et dirige l'ensemble jusqu'en 1728. 
Louis Custode puis sa veuve Marie Vallet en 1747 jusqu'en 1754 prennent la suite à l'Autruche. L'Autruche est ensuite gérée par Louis Estienne Pierre Custode de Chaumois, Jean-Jacques Seizier et François Bougarel jusqu'en 1771, date à partir de laquelle Custode gère seul la manufacture avant de la vendre en 1799 à Pierre Marie Enfert. En 1810, la manufacture emploie 65 ouvriers. En 1827, l'Autruche passe à la famille Lyons. Elle est vendue à Pierre Lancelot en 1846 et reprise par sa veuve François Pessin jusqu'en 1851. Rachetée par André Bassinet, elle est revendue en 1855 à Étienne Marie Héron de Villefosse qui confie la fabrication à « Tite » Ristori, sculpteur natif de Pise en 1812 et habitant alors Marzy près de Nevers,. Mais l'Autruche fait faillite en 1858 et est rachetée par le banquier Gustave Grincour puis par Isidore Pierrot jusqu'en 1862. 
Après douze années d'interruption de la production, Michel Chalandre, décorateur sur faïence et son beau-frère Zeitvogel relancent l'activité de l'ancienne manufacture, de 1874 à 1878, la mort de Chalandre provoquant la dissolution de la société.

### Le four de l'Autruche
Construit au XVIIe siècle et définitivement éteint en 1878, ce four à tirage vertical chauffé au bois était une construction complète installée au milieu des bâtiments de la faïencerie de l'Autruche. (source : "Cheminement piéton de la Ville de Nevers"). Les locaux étaient utilisés par l'ancienne faïencerie de l'Autruche, située au 8 rue Saint-Genest et rue du Singe. Le four, datant du XVIIe siècle, fait l'objet d'un classement au Patrimoine. 

## Architecture
- La faïencerie de l'Autruche :

Il en reste cette maison à façade à bossages et le four situé à l'arrière. (source : "Cheminement piéton de la Ville de Nevers").
- Le four de l'Autruche :

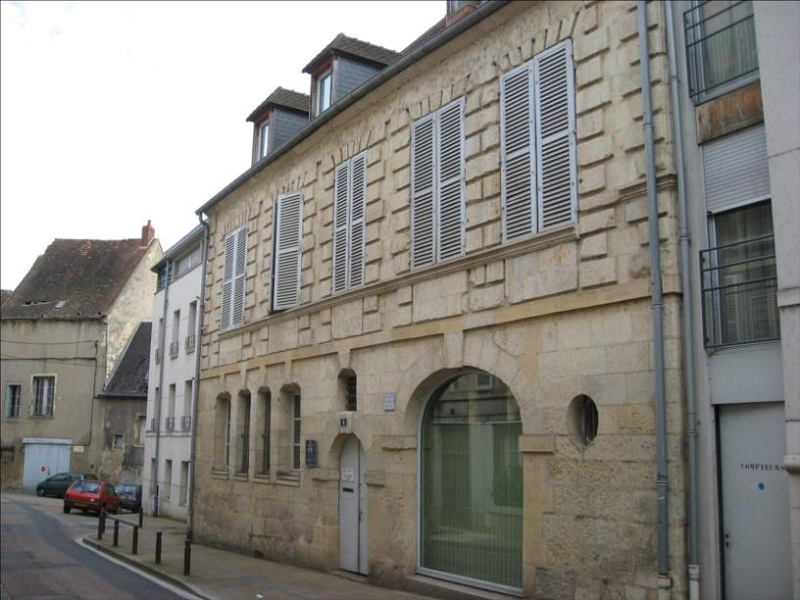
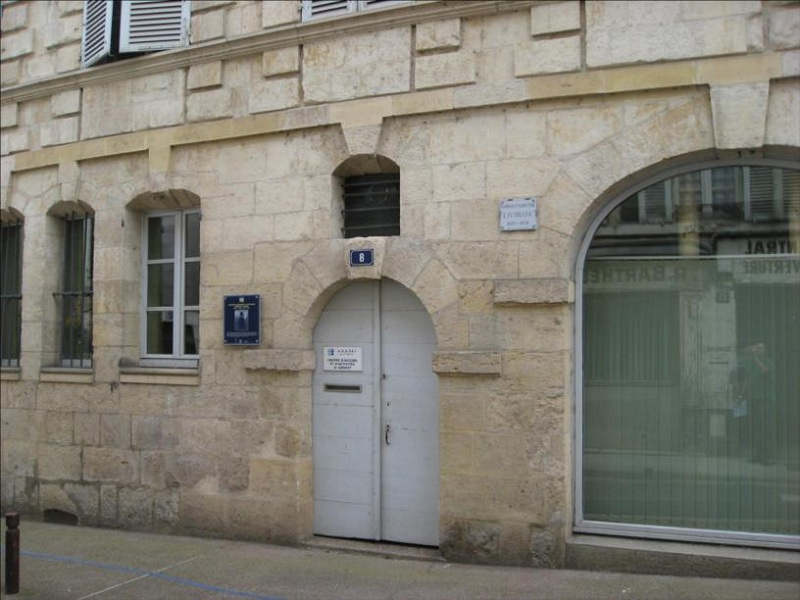

Chemisé en briques réfractaires et appuyé contre des murs épais renforcés d'importants contreforts afin de résister aux poussées dues à la chaleur, il possédait probablement un sous-sol et deux étages. Au sous-sol s'aperçoit encore le foyer (alandier) et la fosse d'évacuation des cendres ainsi que la sole sur laquelle étaient disposés les émaux à vitrifier. Les deux étages ont disparu mais la trace des tuyères d'évacuation des gaz brûlants vers les parties supérieures permet d'imaginer les voûtes percées de carneaux (trous) sur lesquelles étaient posées les pièces émaillées et décorées, au premier niveau, et les formes de terre crue, au second, pour une cuisson aux environs de 1 000 °C d'une durée de 2 à 4 jours. (source : "Cheminement piéton de la Ville de Nevers").

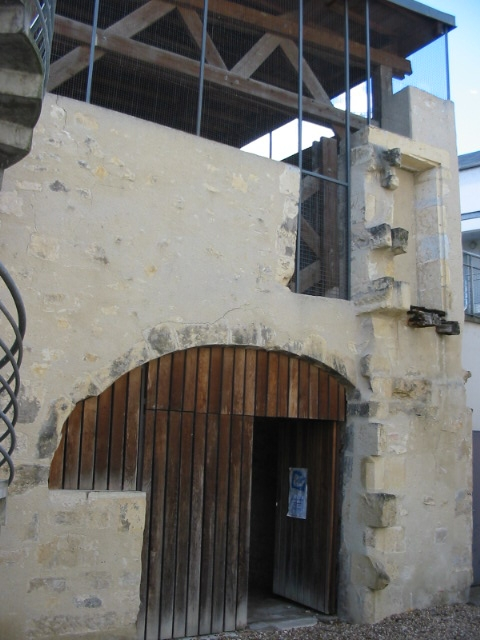
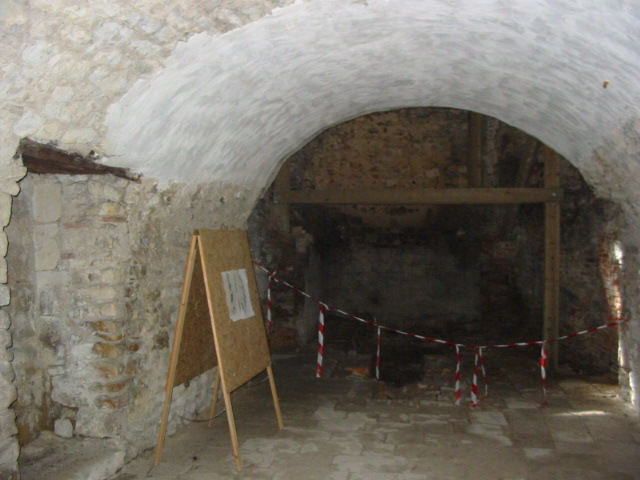
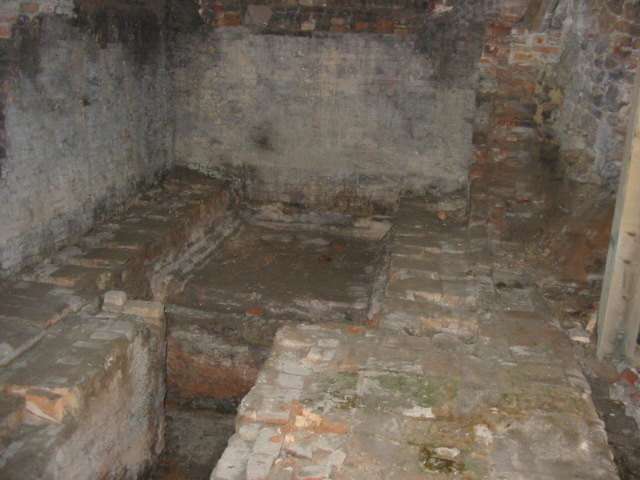
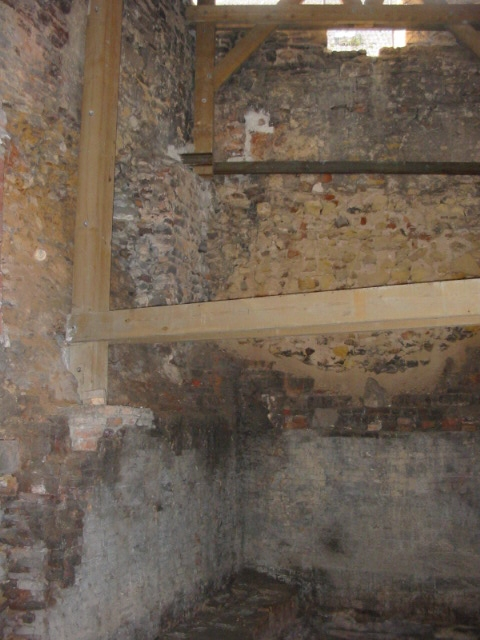
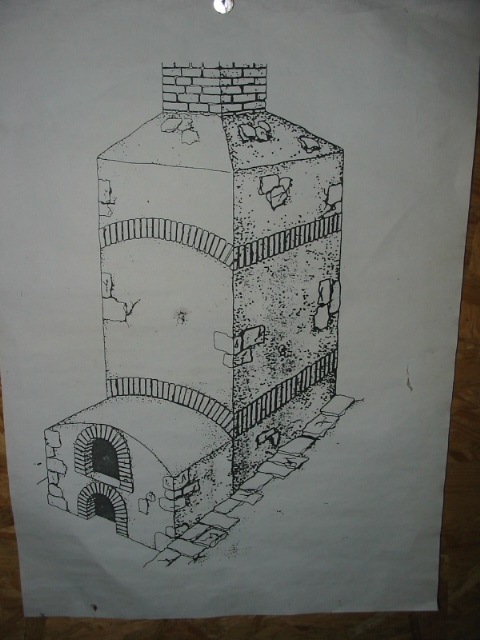
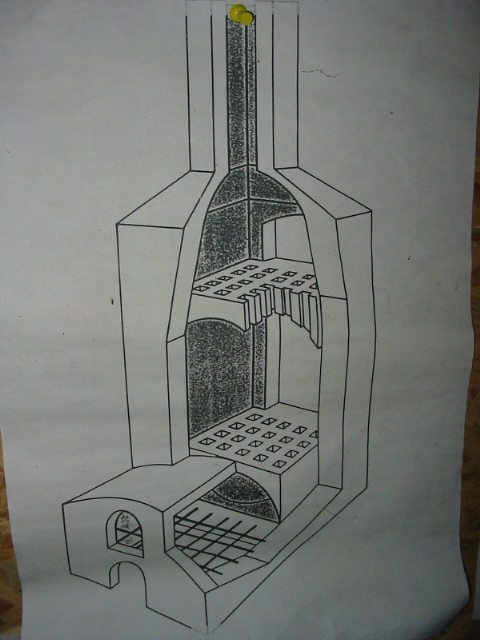